# Johanna van Eijbergen
Johanna van Eijbergen (auch Eybergen, * 17. April 1865 in Ambon; † 13. Mai 1950 in Den Haag) war eine niederländische Zeichnerin, Malerin und Designerin von Metallornamenten.

## Leben

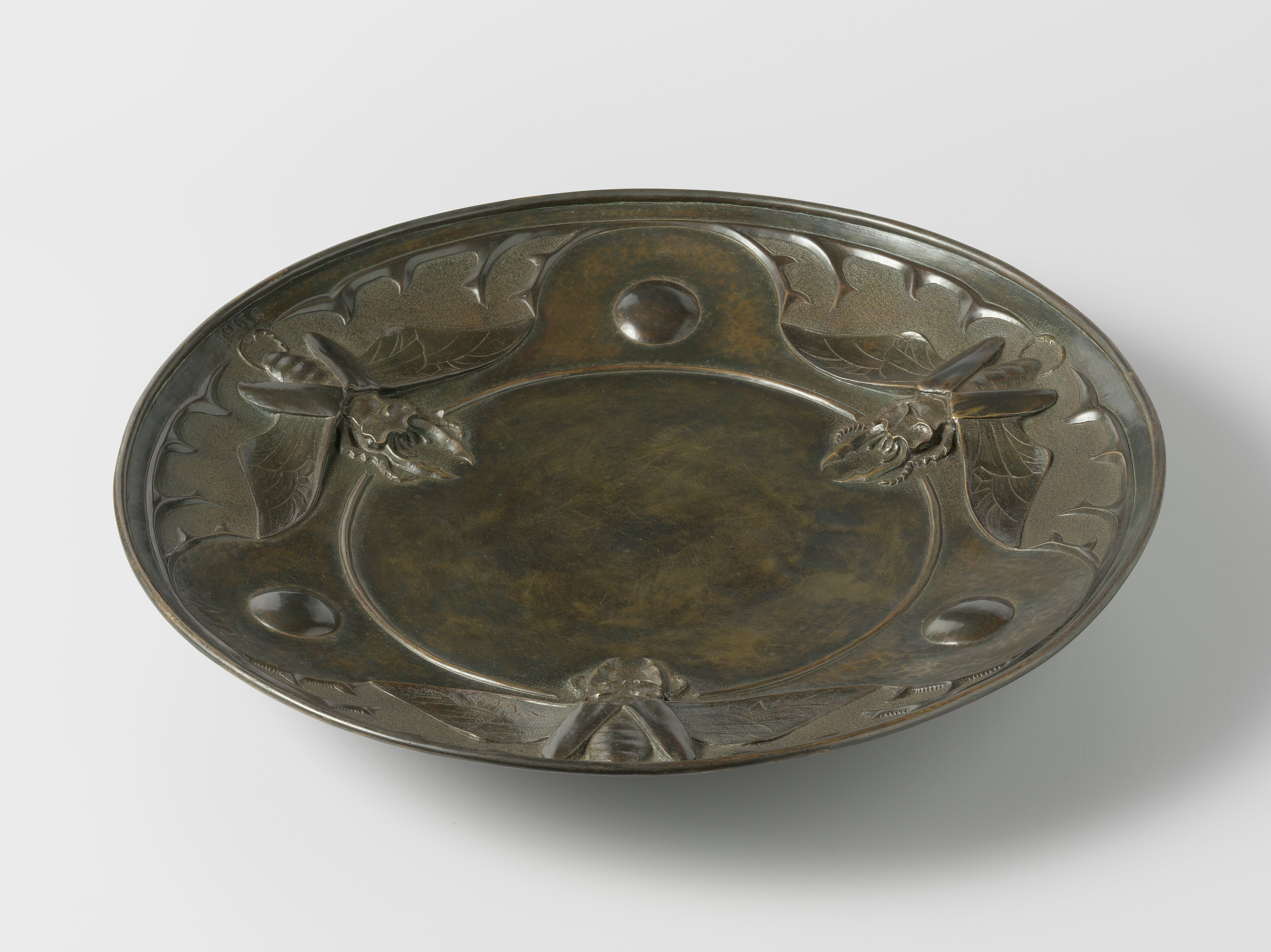
Schale mit Metallornamenten

Johanna van Eijbergen wurde am 17. April 1865 in Ambon, Niederländisch-Indien, als Tochter von Hendrik van Eijbergen en Agatha van Vliet geboren. Ihr Vater war der Assistent des Gouverneurs. Sie absolvierte eine Ausbildung als Lehrerin und erwarb die notwendigen Zeichenzertifikate für die Grund- und Sekundarstufe. In den 1880er Jahren ließ sie sich in Den Haag nieder, wo sie eine Ausbildung an der Koninklijke Academie van Beeldende Kunsten absolvierte.
Für die 1879 in Hengelo gegründete Fabrik G. Dikkers & Co. ein Unternehmen, welches Armaturen für Dampfkessel, insbesondere Ventile aus Stahl und Kupfer fertige und das zwischen 1902 und 1910 wurde eine Werkstatt für angetriebene Kupferwerke besaß, arbeitete Johanna van Eijbergen als Designerin von Metallornamenten. Sie war bekannt für ihre Jugendstilarbeiten aus Metall und die erste und lange Zeit einzige niederländische Künstlerin, die sich mit Design aus Metall beschäftigte. Ihre Dekorationen bestanden meist aus sich wiederholenden, stilisierten Motiven aus der Natur, häufig waren es Insekten. Van Eijbergen überwachte die Qualität der Werkstücke selbst und lebte von 1904 bis 1909 in Hengelo. Anschließend wurde sie Zeichenlehrerin in Alkmaar dort lebte sie bis 1930. Viele ihrer Werke befinden sich im Museum in Hengelo.
Johanna van Eijbergen starb am 13. Mai 1950 in Den Haag.